# Alain Joxe
Alain Joxe (* 18. Januar 1931 in Paris) ist ein französischer Soziologe.

## Leben und Wirken
Joxe war der ältere Sohn des Politikers Louis Joxe und dessen Ehefrau Françoise-Hélène Halévy. Mütterlicherseits war er der Enkel des Schriftstellers Daniel Halévy und der Politiker Pierre Joxe war sein jüngerer Bruder.
Joxe war für einige Zeit mit der Schriftstellerin Françoise Mallet-Joris verheiratet.
Die École des Hautes Études en Sciences Sociales (EHESS) berief ihn zu ihrem Directeur d'Études und als solcher war er maßgeblich an der Gründung des Centre Interdisciplinaire de Recherches sur la Paix et d'Études (CIRPES) beteiligt. Später berief man ihn auch zu dessen Vorstand. Als das Russell-Tribunal zu Palästina am 4. März 2009 die Arbeit aufnahm, übernahm Joxe zusammen mit anderen die Schirmherrschaft.

## Schriften (Auswahl)
- Socialisme et crise nucléaire (Théorie et stratégie). L'Herne, Paris 1973 (zugl. Dissertation, Universität Paris 1971).
- Le rempart social. Essai sur l'impérial-militarisme (L'espace critique). Éditions Galilée, Paris 1979, ISBN 2-7186-0125-6.
- Le cycle de la dissuasion 1945–1990. Essai de stratégie critique. Éditions La Découverte, Paris 1990, ISBN 2-7071-1947-4.
- Voyages aux sources de la guerre (Pratiques théoriques). PUF, Paris 1991, ISBN 2-13-043448-7.
- L'Amerique mercenaire (Au vif). Stock, Paris 1992, ISBN 2-234-02501-X.
- L'Empire du chaos. Les republiques face à la domination américaine dans l'après-guerre froide. Éditions La Découverte, Paris 2004, ISBN 2-7071-4257-3.
- Les guerres de l'empire global. Spéculations financières, guerres robotiques, résistance démocratique (Cahiers Libres). Éditions La Découverte, Paris 2012, ISBN 978-2-7071-7175-7.